# WWE Vengeance
WWE Vengeance és un espectacle de pagament que pertany a l'empresa de lluita lliure professional WWE. Va ser exclusiu de la marca SmackDown l'any 2003 i exclusiu de la marca Raw els anys 2004, 2005 i 2006.
Fou incorporat a la programació d'espectacles de pagament de la WWE l'any 2001 com el show del mes de desembre, en edicions posteriors es va realitzar els mesos juny i juliol.
El 2007 va ser reemplaçat per Night of Champions i va tornar a la programació el 2011 substituint a Bragging Rights.

## Resultats

### 2011
Vengeance 2011 va tenir lloc el 23 d'octubre de 2011 des del AT&T Center a San Antonio, Texas. El tema oficial de l'espectacle serà "Make Some Noise (Put em Up)" de The Crystal Method.
|                                                           | Combats                                                                    | Notes                                                    |
| --------------------------------------------------------- | -------------------------------------------------------------------------- | -------------------------------------------------------- |
| 1                                                         | Mark Henry (c) vs. Big Show                                                | Combat individual pel WWE World Heavyweight Championship |
| 2                                                         | Alberto Del Rio (c) vs. John Cena                                          | Last Man Standing Man pel WWE Championship               |
| 3                                                         | Triple H & CM Punk vs. R-Truth & The Miz                                   | Combat en equips                                         |
| 4                                                         | Cody Rhodes vs. Randy Orton                                                | Combat individual                                        |
| 5                                                         | Beth Phoenix (c) vs. Eve Torres                                            | Combat individual pel WWE Divas Championship             |
| 6                                                         | Airboom (Evan Bourne & Kofi Kingston) (c) vs. Dolph Ziggler i Jack Swagger | Combat en equips pel WWE Tag Team Championship           |
| (c) – Referent als campions abans de l'inici dels combats |                                                                            |                                                          |